# Stora Kortalamm
Stora Kortalamm är en sjö i Ludvika kommun i Dalarna och ingår i Norrströms huvudavrinningsområde.